# Flemming Jørgensen
Flemming Bamse Jørgensen (Randers, 7 de fevereiro de 1947 — Egå, 1 de janeiro de 2011) foi um cantor e ator dinamarquês. Faleceu de parada cardíaca no dia de ano novo de 2011.
Representou a Dinamarca no Festival Eurovisão da Canção 1980 , como vocalista da banda Bamses Venner, interpretando o tema "Tænker altid på dig" que terminou em 14.º lugar.